# Unrecord
Unrecord — будущая компьютерная игра в жанре тактического шутера от первого лица, разрабатываемая французской компанией Drama. Игра привлекла внимание прессы, после того как в апреле 2023 года разработчики выпустили геймплейный трейлер, демонстрирующий фотореалистичную графику
.

## Игровой процесс
Игрок управляет персонажем-полицейским с видом от первого лица; он должен раскрыть запутанное дело, используя свои тактические навыки и инстинкты детектива. Разработчики описывали геймплей как смесь приключенческой игры Firewatch и тактического шутера Ready or Not. Согласно описанию в Steam, игра должна включать в себя разнообразных персонажей и несколько поворотов сюжета.

## Разработка
12 октября 2022 года в сети появился небольшой ролик, где персонаж, используя пистолет Beretta M9, передвигается по заброшенному зданию и устраняет противников. Проект получил похвалы от игроков и критиков за фотореалистичность изображения.
19 апреля 2023 года в сети появился ещё один трейлер, а также страница игры в Steam. В этот же день разработчики ответили на интересующие игроков вопросы, а также поделились небольшим планом разработки.

## Реакция
После анонса проект получил немало похвалы от критиков и игроков.
На фоне громкого анонса в IGN решили сыграть в ранний концепт шутера, который автор показал в октябре 2022 года. В сети не было никаких официальных сборок игры, но в сообществе нашлись люди, выкупившие за 60$ демо-уровень и собравшие небольшой рабочий билд, что позволило протестировать игру. Один из тестировавших, Destin Legarie, отметил, что для ранней версии игры всё выглядит довольно аккуратно.
26 апреля 2023 года количество пользователей, добавивших Unrecord в список желаемого, превысило 600 тыс. человек.